# Hệ thống Cảnh báo An ninh Nội địa Hoa Kỳ

Hệ thống Cảnh báo An ninh Nội địa Hoa Kỳ là hệ thống các quy ước về màu sắc với các cấp độ khác nhau để cảnh báo về các mối đe dọa cho nền an ninh quốc gia như khủng bố, bất ổn chính trị hay thiên tai... của Hoa Kỳ. Mỗi cấp độ được đưa ra sẽ tác động đến cách hành động của liên bang, tiểu bang hay chính quyền địa phương cho phù hợp với tình hình.
Hệ thống này được Hoa Kỳ thành lập 3 tháng sau vụ tấn công khủng bố ngày 11 tháng 9 năm 2001, để cung cấp cho một phương pháp toàn diện và hiệu quả trong việc phổ biến thông tin về nguy cơ khủng bố cho chính quyền và người dân Hoa Kỳ. Tháng 1 năm 2003, Bộ Nội An Hoa Kỳ chính thức quản lý hệ thống này với quyền ra quyết định công bố công khai các tín hiệu cảnh báo.

## Quy ước
Hệ thống cảnh báo này gồm năm màu sắc phản ánh xác suất xảy ra một cuộc tấn công khủng bố và các nguy cơ tiềm năng.
- Trầm trọng (đỏ): nguy cơ trầm trọng
- Cao (Cam): nguy cơ cao
- Đáng kể (vàng): nguy cơ đáng kể
- Đề phòng (xanh dương): có nguy cơ nhưng không cao
- Thấp (xanh lá cây): nguy cơ rất thấp

Mặc dù hệ thống bao gồm năm cấp độ, nhưng nó chưa bao giờ được hạ xuống ở mức xanh dương hay xanh lá cây trên phạm vi liên bang, mặc dù có một số tiểu bang hạ xuống mức xanh dương trong một vài thời điểm ở năm 2003, ví dụ như Hawaii; hầu như nó thường được giữ vị trí màu vàng. Thành phố New York vẫn giữ vị trí màu cam từ ngay từ khi hệ thống thành lập cho đến nay.

### Đỏ
Báo động đỏ từng chỉ một lần được đưa ra cho các chuyến bay đến từ Vương quốc Anh từ ngày 10 tháng 8 đến 14 tháng 8 năm 2006 để phản ứng trước việc nước Anh đã phá vỡ một âm mưu cướp máy bay để khủng bố.

### Cam
Trên phạm vi liên bang, báo động cam đã được nâng lên năm lần:
- 10 – 24 tháng 9 năm 2002, tưởng niệm một năm sau vụ 11 tháng 9.
- 7 – 27 tháng 2 năm 2003, gần cuối ngày lễ Hajj của Hồi giáo, liên bang Hoa Kỳ báo cáo khả năng xảy ra tấn công khủng bố tại các căn hộ chung cư, khách sạn và các mục tiêu khác.
- 17 tháng 3 – 16 tháng 4 năm 2003, xung quanh sự kiện Hoa Kỳ hành động quân sự tại Iraq.
- 20 – 30 tháng 5 năm 2003, sau Vụ đánh bom Riyadh và Casablanca.
- 21 tháng 12 năm 2003 – 9 tháng 1 năm 2004, cảnh báo một cuộc tấn công quy mô lớn vào mùa lễ hội.

### Vàng
- Tháng 3 – 10 tháng 9 năm 2002
- 28 tháng 2 – 16 tháng 3 năm 2003
- 17 tháng 4 – 20 tháng 5, 2003
- 31 tháng 5, 2003 – 1 tháng 8 năm 2004
- 12 tháng 8 năm 2005 – Hiện nay